# Maaike Neuville

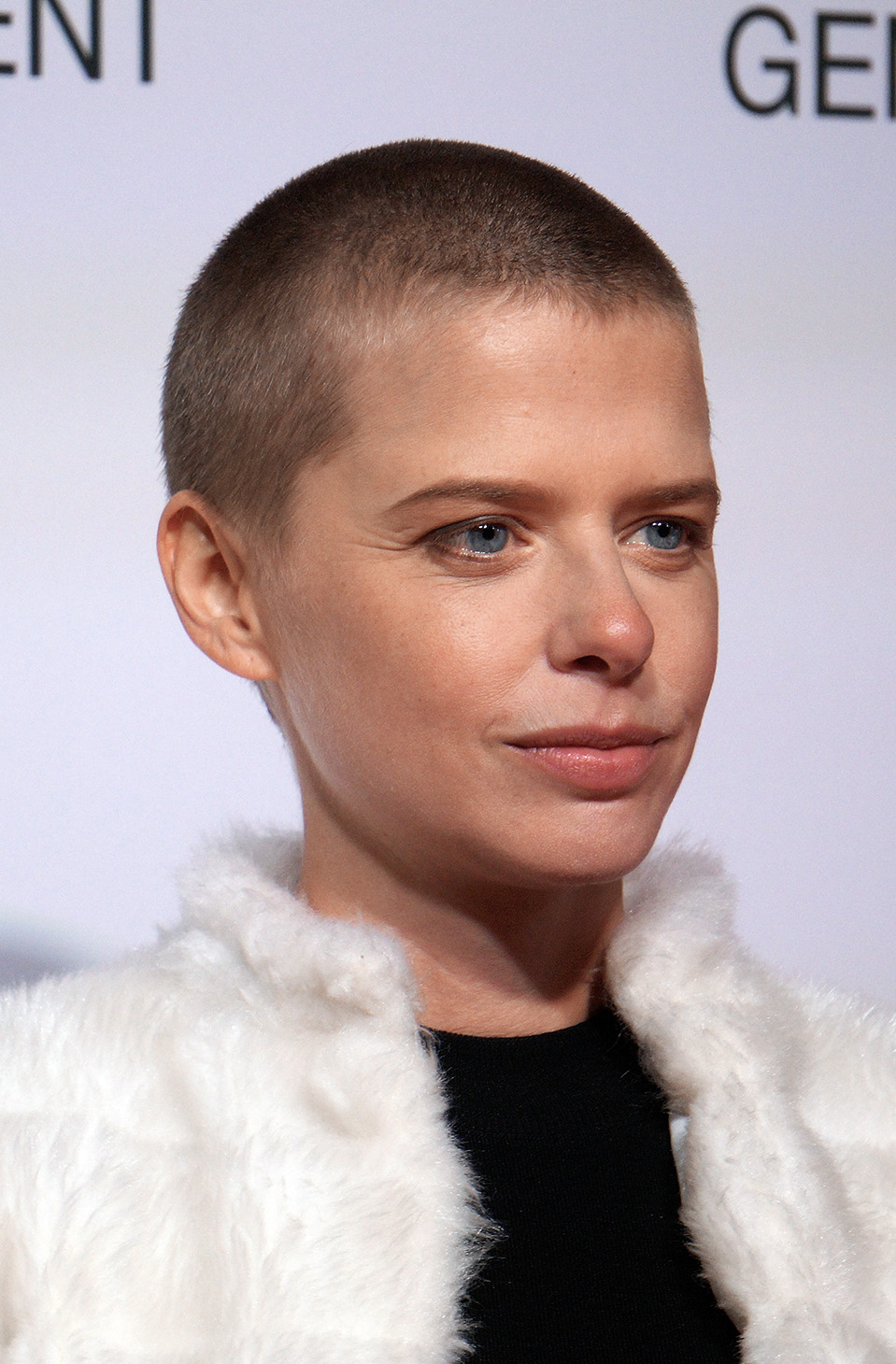
Maaike Neuville im Jahr 2020

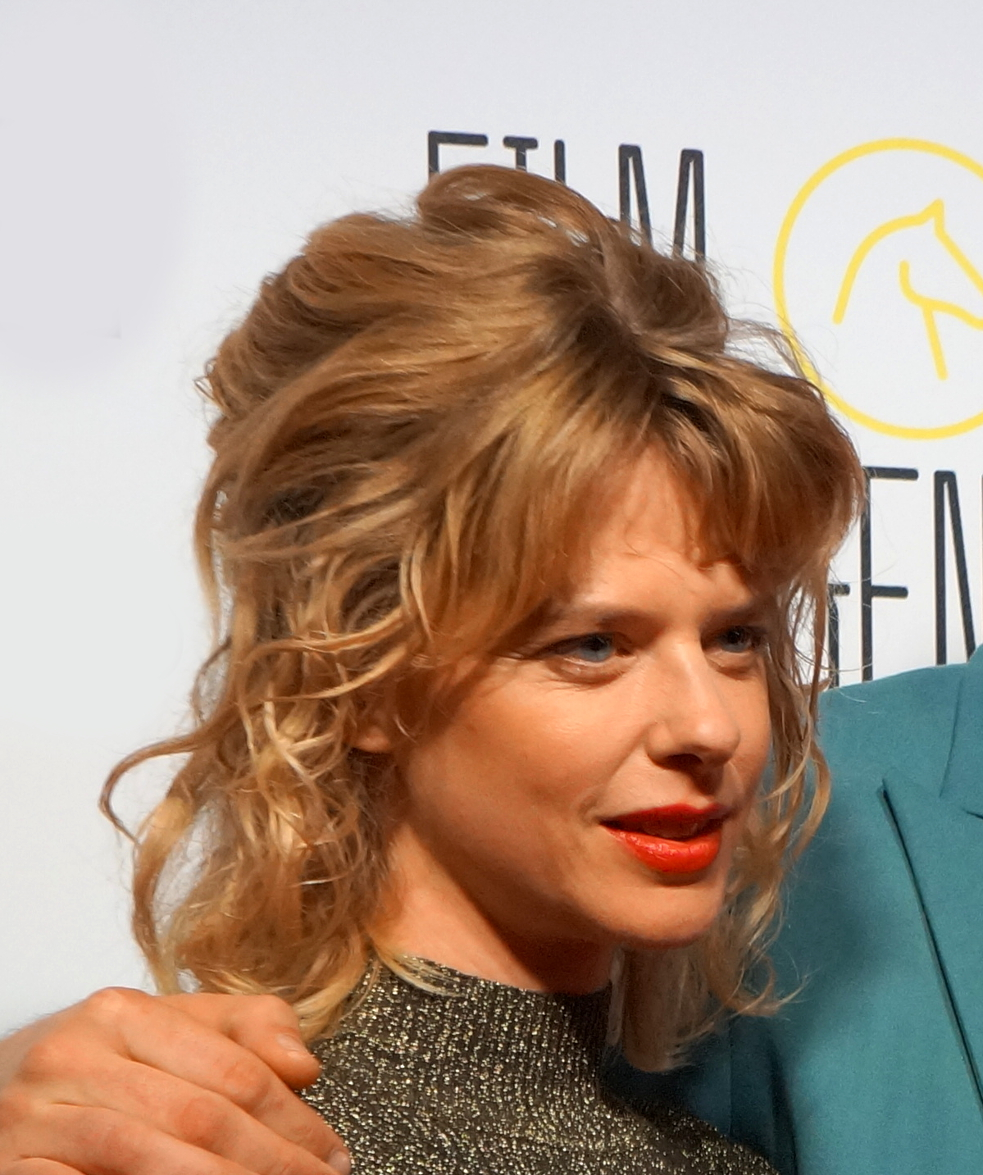
Die Schauspielerin bei der Premiere von All of Us beim Film Fest Gent 2019

Maaike Neuville (* 16. August 1983) ist eine belgische Schauspielerin und Regisseurin.

## Leben
Maaike Neuville schloss ihr Studium am Studio Herman Teirlinck an der Artesis Hogeschool Antwerpen im Jahre 2005 ab. Während ihres Studiums hatte sie kleine Rollen in Fernsehserien gespielt; sie gab schließlich 2005 mit der Rolle der Charlotte in Der Eindringling (De indringer) ihr Kinodebüt, was ihr in der Öffentlichkeit viel Aufmerksamkeit einbrachte. Seitdem entwickelte sie sich zu einer gefragten Schauspielerin in Film und Fernsehen und führte bei einigen Kurzfilmen Regie. Im Jahr 2011 wurde sie im Rahmen des Talentförderprogramms Berlinale Talent Campus nach Berlin eingeladen. Für ihre Rolle in dem Film All of Us wurde sie auf dem Filmfestival Oostende im Jahr 2021 mit dem Preis als Beste Hauptdarstellerin ausgezeichnet. In dieser Tragikomödie spielt Neuville eine todkranke Frau, die sich einer Selbsthilfegruppe anschließt.

## Filmografie
- 2005: Der Eindringling (De indringer)
- 2006: Dennis van Rita
- 2006: Ik omhels je met 1000 armen
- 2008: Get Born
- 2011: Swooni
- 2011: Code 37
- 2012: Weekend aan Zee
- 2012: Clan (Fernsehserie, 10 Folgen)
- 2017: Zagros
- 2018: 24 Hours – Two Sides of Crime (Fernsehserie, 9Folgen)
- 2019: Ghost Tropic
- 2019–2020: Die zwölf Geschworenen (De twaalf, Fernsehserie, 10 Folgen)
- 2019: Yummy
- 2019: All of Us
- 2020–2021: Red Light (Fernsehserie, 10 Folgen)
- 2021: Lockdown (Fernsehserie, Folge 1x08 Echo)
- 2021: Bovary
- 2022: De bunker (Fernsehserie, Folge 2x04 Het oordeel)